# غروف كونكلين
غروف كونكلين (بالإنجليزية: Groff Conklin)‏ هو صحفي أمريكي، ولد في 6 سبتمبر 1904 في جلان ريدج في الولايات المتحدة، وتوفي في 19 يوليو 1968.